# 3440 Stampfer
A 3440 Stampfer (ideiglenes jelöléssel 1950 DD) a Naprendszer kisbolygóövében található aszteroida. Karl Wilhelm Reinmuth fedezte fel 1950. február 17-én.